# Disidencia (banda)
Disidencia es un grupo español de punk-rock reivindicativo formado en la localidad de Onil (Alicante), Comunidad Valenciana.

## Biografía
A principios de 1996 se unen diferentes músicos procedentes de distintos grupos para formar Disidencia. Tras unos cambios iniciales (Txus a la voz, Carlos-Jipi a la guitarra, Kama al bajo y Pot a la batería), la primera formación conocida de Disidencia se convierte en un trío: Txus (bajista y cantante), Carlos-Jipi (guitarra) y Maki (batería). Empiezan a tocar por toda la provincia de Alicante y en cuestión de meses consiguen reunir a un número importante de seguidores.
A principios de 1997 graban la maqueta “La solución está en tus manos”. Tras la edición de la misma, empiezan a tocar y a ser conocidos en casi toda España. En 1998 Txus, Carlos y Maki se unen, como un proyecto paralelo, a Javi Chispes Maniática para formar Banda Jachis. A finales de año Disidencia se trasladan a Sevilla para grabar “Apología de lo evidente”, con la producción de Fernando Madina de Reincidentes. Es en esta época cuando se une Isma como guitarra rítmica al grupo, pasando a ser un cuarteto.
Su primera maqueta sigue teniendo gran aceptación, y en el año 2000 deciden reeditarla en versión remasterizada. En 2001 editan un trabajo conjunto con la banda Malos Vicios, que bajo el título “Novus Ordo Seclorum” recoge versiones de los grupos de sus respectivas provincias, la mayoría disueltos, y que de alguna forma influenciaron a ambas bandas, más una versión que cada grupo realizó del otro. Su cuarto trabajo, “Bienvenidos a occidente”, publicado en 2002 sigue en la misma línea de textos comprometidos, ácidos e inteligentes. Es el primer trabajo en el que cuentan con la producción de Javier Abreu, punto de inflexión entre las dos épocas de Disidencia, y que seguirá trabajando con ellos hasta la actualidad.
En abril de 2003 comienzan una gira por Europa, junto al grupo catalán Stroh, con la particularidad que los conciertos se realizan en casas okupadas. Esta gira les lleva a Alemania, Francia, Italia, Suiza y Austria. La música y el mensaje del grupo tiene gran aceptación, y los conciertos tienen una gran acogida entre el público.
Tras la gira europea, se embarcan en La Línea de Atake, una gira conjunta que realizarían Boikot, Disidencia y Segismundo Toxicómano. Ese mismo año participan en multitud de festivales por toda España, como Viña Rock, Aúpa Lumbreiras, Baitu Rock, Tinto Rock, o Derrame Rock; y para finalizar el año, cruzan el charco para hacer una gira por México acompañados por el grupo mexicano Vantroi.
En 2004 publican su quinto trabajo discográfico en estudio, “Hablarán las piedras”, a partir de este momento, la banda, no solo no se estabiliza, sino que entra en su etapa más caótica. Jipi deja el grupo dos meses antes de la grabación del disco, así que reúnen a Juanan de Malos Vicios para grabar y con Jaime de Gérmenes, para el directo, que acompañaría al grupo, hasta que debido de un accidente laboral, tiene que dejar el grupo por un tiempo, lo que acelera el regreso del Jipi y la marcha de Maki a Obrint Pas en 2005. Ese mismo año el relevo de la batería pasa a Txuki. Oscar entra como técnico de sonido (2004) y los acompaña hasta la actualidad.
Su sexto trabajo (primero en directo), se publica en 2006 con el título “IV-III-VI”. El disco en principio se iba a grabar en 2 fechas: Barcelona en la okupa "els Toxics" y Alicante en la sala Nave 8. Al final por problemas en la grabación de Barcelona, sólo se pudo utilizar la grabación de Alicante. En este disco cuentan con la colaboración de Boikot, Fernando de Reincidentes, Malos Vicios, Gerardo de Vantroi, Susana de Gaia Dub Sindicat y La Olla Expréss, la sección de vientos de Obrint Pas, Mikel el lokal.
El 23 de abril  de 2008 sale a la venta "Antología Poética", a través del sello Realidad Musical. Se trata de un disco donde la banda adapta poemas sociales a su estilo musical. Recorren España presentando el disco y poco después, en 2010, es Txus quien abandona la banda debido a problemas internos. Durante dos años la banda queda apartada de los escenarios.
Entre 2010 y 2012, Txus y Jipi, ambos fundadores de Disidencia, se dedican a fundar proyectos paralelos, con mayor o menor relevancia. Txus y Oscar forman The Radio Clash, banda tributo al mítico grupo británico The Clash. El LP, lo vuelve a grabar Maki, pero abandona el proyecto poco después y da el relevo a Max de Sensa Yuma hasta la actualidad. Hipi, por su parte graba 3 LP en solitario bajo en nombre de Proyecto Jipi, que en la actualidad también siguen en activo.
En 2012 y después de varias propuestas, Txus, Jipi y Oscar, deciden reunir la banda nuevamente, y de nuevo vuelven los cambios de formación. Alberto y Grass de Boikot (banda con la que han coincidido muchas veces, y con las que han compartido la edición de “Bienvenidos a Occidente”) trataron de unir de nuevo la banda, lo cual acabó sucediendo. 
Así pues, el papel de Maki-Txuki, lo asume Grass y el papel de Isma, lo asume Alberto. Todos tienen claro que es algo puntual de momento, debido a que todos tienen proyectos alternativos. En septiembre de 2012 hacen un único concierto en Villena (Aupa Lumbreiras). Las buenas relaciones en el escenario y fuera de él, unido a la amistad que mantiene la formación, desata el que comiencen a gestar novedades para 2013.
En febrero de 2013 viajan de nuevo a México para hacer dos únicas fechas, en Guadalajara y DF. Se embarcan en una mini-gira conjunta con la banda sevillana Gérmenes, que les llevó por varias ciudades, y como concierto despedida entre amigos, con el nombre de Disidencia, se reúnen en el Viña-rock Txus, Hipi, Grass (fundador indiscutible de este regreso), Alberto y Fernando Madina (Reincidentes). Este fue el último concierto con la formación Disidencia-Boikot. A pesar de la amistad, la formación tiene fecha de caducidad, dada la dificultad para cuadrar agendas. No obstante, una vez superado el miedo escénico de volver a pisar un escenario después de unos años, el núcleo originario decide que no quiere volver a bajar. Por lo que se incorporan en la banda dos nuevos componentes: Nano, que se hace cargo de la batería y Juanjo, que se hace cargo de la guitarra. Nano también fue miembro de los grupos El Último Ke Zierre y Ni Por Favor Ni Ostias. 
Tras estos cambios, en verano de 2013 la banda se estabiliza con esta formación, tocando en varios eventos por toda España. Fichan por Maldito Records, y graban un EP que sirve como carta de presentación oficial de su regreso, que vio la luz a mediados de noviembre con el título de "¿Hablarám las armas?". Este EP está formado por 6 canciones, de las cuales 3 son versiones de bandas vascas. Un año y medio después de esta publicación, el grupo lanzó el 7 de abril de 2015 su nuevo disco bajo el título de La disciplina de la miseria, nuevamente a través del sello Maldito Records. Como adelanto del álbum, la discográfica publicó en marzo de 2015 dos canciones a modo de presentación, tituladas "Desahucio" y "En mi hora libre".

## Miembros
- Txus (Bajo y voz)
- Carlos "Jipi" (Guitarra)
- Juanjo (Guitarra)
- Nano (Batería) (El Último Ke Zierre, Ni Por Favor Ni Ostias)
- Nacho (Técnico de sonido)

## Antiguos miembros
- Maki (Batería). Posteriormente miembro de Obrint Pas y Dakidarría
- Alberto Pla (Guitarra). Actualmente en el grupo Boikot
- Grass (Batería). Actualmente en el grupo Boikot
- Jaime (Guitarra). Actualmente en el grupo Gérmenes
- Juanan (Guitarra). Actualmente en el grupo Malos Vicios. (Añadir que se encargó de las guitarras del disco Hablarán las piedras y diversas colaboraciones con el grupo que hacen de él un miembro más).
- Isma (Guitarra)
- Txuki (Batería)

## Discografía
- La solución está en tus manos (maqueta) (1997)
- Apología de lo evidente (1998)
- Novus Ordo Seclorum (con Malos Vicios) (2001)
- Bienvenidos a occidente (2002)
- Hablarán las piedras (2004)
- IV-III-VI (Directo) (2006)
- Antología poética (2008)
- ¿Hablarán las armas? (EP) (2013)
- La disciplina de la miseria (2015)